# Operation: Aliens
Operation: Aliens è una serie animata progettata ma mai realizzata e basata sul franchise di Alien. La serie avrebbe mostrato il Tenente Ripley e gli Space Marines impegnati a combattere gli Xenomorfi in tutta la galassia. Nonostante il cartone non sia mai stato realizzato, una linea di giocattoli ad esso ispirata è stata realizzata dalla Kenner Products.

## Storia
Il cartone animato doveva essere realizzato da animatori coreani ed essere trasmesso il sabato mattino alle ore 11:30 a partire dall'autunno del 1992.
Tuttavia, in seguito al poco successo ottenuto dal film Alien³ negli Stati Uniti, la 20th Century Fox, preoccupata circa le possibilità di successo o meno della serie, ne annullò la produzione. Probabilmente altro fattore che ha portato a questa decisione è stato il fatto che risultava difficile inserire elementi provenienti da film violenti in una serie per bambini. L'episodio pilota della serie era stato parzialmente girato al momento della sua cancellazione.

## Conseguenze
Mentre la serie è stata cancellata prima della messa in onda, diversi oggetti derivati da essa sono usciti sul mercato.

### Linea di giocattoli Kenner
Al tempo in cui la Fox decise la cancellazione del cartone, la Kenner aveva già realizzato in massa gran parte della linea di giocattoli Operation: Aliens ed alcuni di essi erano già stati messi sul mercato. Per evitare ulteriori perdite finanziarie, la produzione e la vendita dei giocattoli è continuata ugualmente con il logo del film Aliens. Alcune di queste action figure sono state confezionate insieme agli esclusivi mini-fumetti della serie Aliens: Space Marines.

### Gioco da tavola
Prodotto e venduto sotto il nome di Operation: Aliens, Operation: Aliens Combat Game è un gioco da tavola realizzato dalla Peter Pan Playthings.

### Fumetto
Due anni dopo la cancellazione della serie, l'artista Den Beauvais venne contattato dalla Topps per realizzare nuovi artwork per la loro serie di carte Aliens/Predator Universe. Vennero così realizzate 15 carte formanti un fumetto intitolato Operation: Aliens. Anche se la storia era in gran parte originale, alcuni elementi del fumetto sono stati presi dalla serie cancellata e dalla linea dei giocattoli della Kenner.

## Altre serie sul tema
Non si tratta della prima serie televisiva ispirata al franchise ad essere cancellata prima di essere realizzata. Nel 1979 infatti doveva essere realizzata una serie intitolata Alien che proseguiva le vicende del film Alien. Inoltre nel 2007 si parlò di realizzare una serie animata intitolata Aliens: War Games basata sul film Aliens - Scontro finale.